# Dactylocheliferini
Tribu
Synonymes
- Lissocheliferini Chamberlin, 1932
- Lophochernetini Chamberlin, 1938
- Protocheliferini Beier, 1948

Les Dactylocheliferini sont une tribu de pseudoscorpions de la famille des Cheliferidae.

## Distribution
Les espèces de cette tribu se rencontrent en Asie, en Europe, en Afrique, en Océanie et en Amérique.

## Liste des genres
Selon Pseudoscorpions of the World (version 3.0) :
- Amaurochelifer Beier, 1951
- Ancistrochelifer Beier, 1951
- Aperittochelifer Beier, 1955
- Australochelifer Beier, 1975
- Beierochelifer Mahnert, 1977
- Canarichelifer Beier, 1965
- Chamberlinarius Heurtault, 1990
- Cheirochelifer Beier, 1967
- Dactylochelifer Beier, 1932
- Ellingsenius Chamberlin, 1932
- Eremochernes Beier, 1932
- Gobichelifer Krumpál, 1979
- Hansenius Chamberlin, 1932
- Lissochelifer Chamberlin, 1932
- Lophochernes Simon, 1878
- Lophodactylus Chamberlin, 1932
- Macrochelifer Vachon, 1940
- Microchelifer Beier, 1944
- Mucrochelifer Beier, 1932
- Nannochelifer Beier, 1967
- Nannocheliferoides Beier, 1974
- Pachychelifer Beier, 1962
- Papuchelifer Beier, 1965
- Pilochelifer Beier, 1935
- Protochelifer Beier, 1948
- Pseudorhacochelifer Beier, 1976
- Pugnochelifer Hoff, 1964
- Rhacochelifer Beier, 1932
- Rhopalochelifer Beier, 1964
- Sinochelifer Beier, 1967
- Stenochelifer Beier, 1967
- Stygiochelifer Beier, 1932
- Telechelifer Chamberlin, 1949
- Tetrachelifer Beier, 1967
- † Electrochelifer Beier, 1937
- † Pycnochelifer Beier, 1937

## Publication originale
- Beier, 1932 : Zur Kenntnis der Cheliferidae (Pseudoscorpionidea). Zoologischer Anzeiger, vol. 100, p. 53-67.